# 侍乐媛
侍乐媛（1957年11月12日—），女，中国系统优化专家。北京大学工学院工业工程与管理系原主任，美国威斯康辛大学麦迪逊分校工业与系统工程系教授。北京施达优技术有限公司法定代表人，方大特钢科技股份有限公司独立董事。

## 生平
1982年获南京师范大学理学学士学位，1985年获清华大学应用数学硕士学位，1992年获哈佛大学应用数学博士学位。1994年入职美国威斯康辛大学麦迪逊分校工业与系统工程系。2003年担任清华大学自动化系访问教授。2010年通过海外高层次人才引进计划，进入北京大学工学院工业工程与管理系工作。2011年入选IEEE Fellow。
她创建了大系统优化的嵌套分割法，并将此项技术应用到制造业、物流业、医学等领域。